# Wiktor Wiktorowitsch Bregeda

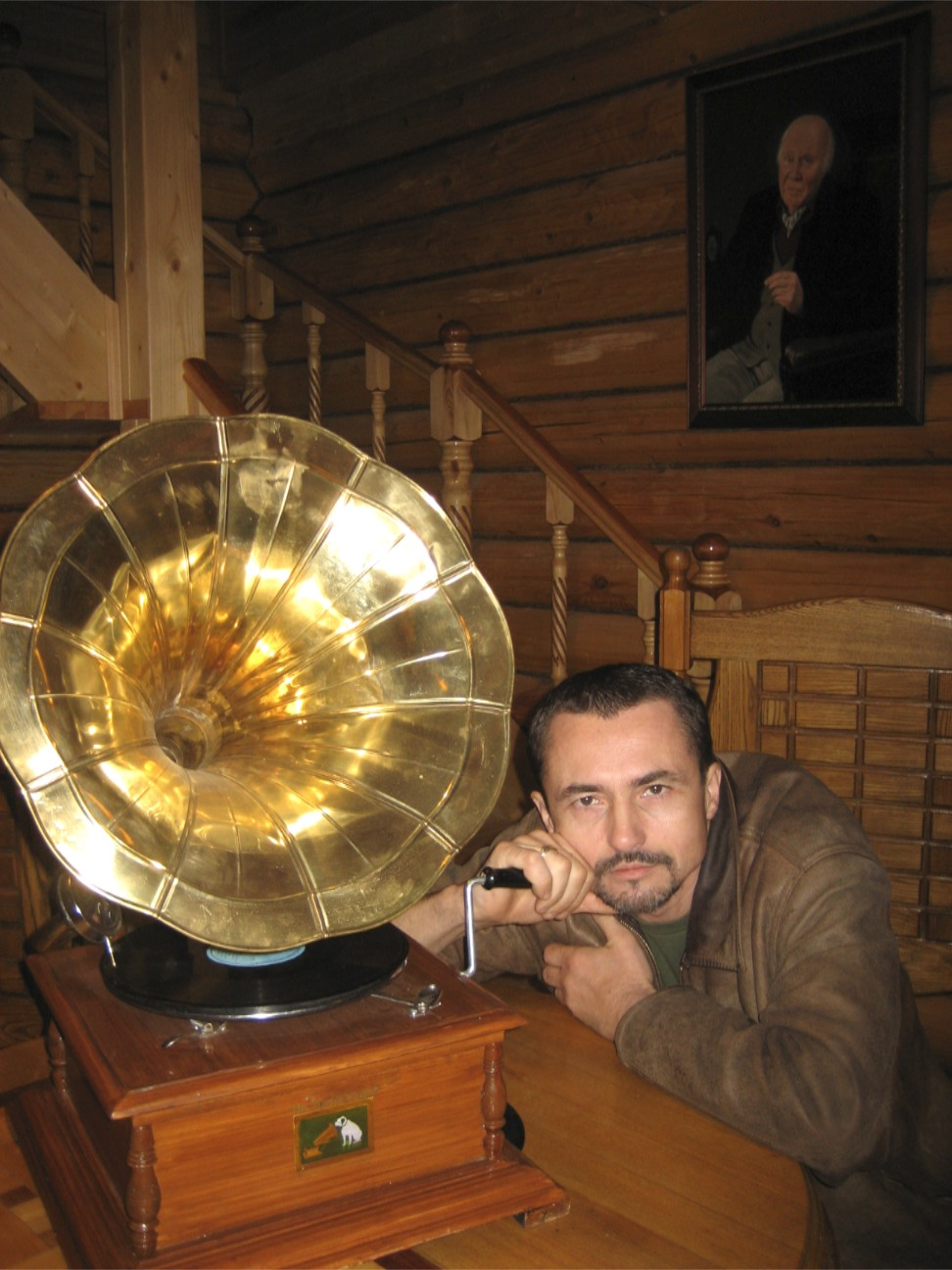
Wiktor Bregeda (2009)

Wiktor Wiktorowitsch Bregeda (russisch Виктор Викторович Брегеда; * 1. Juli 1963 in Taganrog) ist ein russischer Künstler des Surrealismus und Metarealismus.

## Leben
Bregeda wurde 1963 in der südrussischen Stadt Taganrog in einer Künstlerfamilie geboren. Nach dem Besuch der Kunstuniversität in Moskau entwickelt er seinen eigenen Stil in Abgrenzung zu den teils strikten Regeln der zeitgenössischen russischen Malerei.
Leonardo da Vinci, Hieronymus Bosch, Pieter Brueghel der Ältere, Max Ernst, Nicholas Roerich haben ihn am meisten begeistert. Auch die französische Schule des 18. und 19. Jahrhunderts und die Werke von Andrew Wyeth sind ihm wichtig.
Bregedas Hauptkunstrichtung ist Arbeit mit en plein air – Landschaften, Stillleben und Porträts in einem metarealistischen, von einer Philosophie des Unterbewusstseins beeinflussten Stil. Dabei kommen verschiedene Technik-, Motiv- und Stilkombinationen zum Einsatz. Das Christentum nimmt einen besonderen Platz in Bregedas Kunst ein. Sein bekanntestes Werk, Eucharist, eröffnet eine Bildserie, die von christlichem Symbolismus geprägt ist. In seinen Werken interessiert sich Bregeda für die Natur der Dinge, die der empirischen Erkenntnis unzugänglich ist. „Meine Kunst gründet sich auf Anschauung und Experiment... nicht auf Theorie“.
Beeinflusst von der Tradition seines Landes im Bereich des literarischen Metarealismus wie auch von persönlichen Kontakten zu den niederländischen metarealistischen Malern Johfra und Diana Vandenberg rechnet sich Bregeda in erster Linie dem Metarealismus zu, mit einigen Elementen des (ursprünglichen) Surrealismus. Zentrales Abgrenzungskriterium ist aus seiner Sicht, dass der Metarealismus nicht so sehr mit dem Unterbewussten arbeite, sondern vielmehr mit dem – religiös getönten – Überbewussten.
Bregedas Kunst ist in russischen und ausländischen Gemäldegalerien vertreten. Die Sängerinnen Stevie Nicks und Sheryl Crow, Profiboxweltmeister und Olympiasieger Óscar de la Hoya, Schauspieler Burt Reynolds, Connie Sellecca und John Tesh haben Bregedas Bilder in ihren Privatsammlungen.